# تو لان
تو لان (به لاتین: Tự Lan) یک منطقهٔ مسکونی در ویتنام است که در استان باک گیانگ واقع شده‌است.